# Sudety (czasopismo)
Sudety – miesięcznik, a od 2024 kwartalnik, poświęcony Sudetom.
Czasopismo jest wydawane we Wrocławiu od marca 2001 przez Oficynę Wydawniczą ATUT.  Pismo jest poświęcone przyrodzie, kulturze i historii polskich, czeskich i niemieckich Sudetów. Na jego łamach materiały publikowane są przez przewodników, pracowników naukowych wyższych uczelni oraz przez pracowników parków narodowych. Redaktorem naczelnym jest dr hab. Romuald M. Łuczyński. Współpracownikami są m.in. prof. Edward Białek, Waldemar Brygier, prof. Bogusław Czechowicz i kierownik jeleniogórskiej filii Archiwum Państwowego we Wrocławiu Ivo Łaborewicz. Ponadto czasopismo jest polecane przez doradców metodycznych Wrocławskiego Centrum Doskonalenia Nauczycieli jako pomoc dydaktyczna. Przez pierwsze lata ukazywało się jako miesięcznik, później nieregularnie, a od 2024 wychodzi jako kwartalnik.
W marcu 2003 miesięcznik Sudety otrzymał wyróżnienie w ogólnopolskim Konkursie im. Mieczysława Orłowicza za „wysoki poziom publicystyki turystycznej i konsekwentne wcielanie w życie idei pisma entuzjastów i miłośników gór" (konkurs organizowany jest przez Polską Organizację Turystyczną przy współudziale Stowarzyszenia Dziennikarzy RP i Klubu Publicystyki Turystycznej). Ponadto wiosną 2005 czasopismo otrzymało ministerialną odznakę „Zasłużony dla Turystyki".